# Dirk Benedict
Dirk Niewoehner (Helena, Montana; 1 de marzo de 1945), más conocido como Dirk Benedict, es un actor estadounidense conocido principalmente por sus papeles en Battlestar Galactica como el teniente Starbuck y en The A-Team como el teniente Templeton Faceman/Fenix/Faz Peck.

## Origen de su apellido artístico
A Dirk le fue sugerido su apellido artístico 'Benedict' por su agente, el cual se inspiró en el actor viéndole comer unos huevos Benedict para el desayuno durante su conversación matutina.

## Filmografía
- Georgia, Georgia (1972) - Michael Winters
- Sssssss (1973) - David Blake
- W (1974) - William Caulder
- Chopper One (1974) TV Series - Oficial Gil Foley
- Journey from Darkness (1975) (TV) - Bill
- Mission Galactica: The Cylon Attack (1978) (TV) - Teniente Starbuck
- Battlestar Galactica (1978) (TV) - Teniente Starbuck
- Cruise Into Terror (1978) (TV) - Simon
- Scavenger Hunt (1979) - Jeff Stevens, sobrino del Sr. Parker
- Los angeles de Charlie (1978) (TV)

La trampa del jade
- Underground Aces (1980) - Pete Huffman
- The Georgia Peaches (1980) (TV) - Dusty Tyree
- Ruckus (1981) - Kyle Hanson
- Scruples (1981) (TV) - Spider Elliott
- Family in Blue (1982) (TV) - Matt Malone
- The A-Team (1983) TV Series - Teniente Templeton "Fénix" "Faz" Peck (el apodo en la versión original era "The Face")
- Mark of the Devil (1984) (TV) - Frank Rowlett
- Cuentos asombrosos - El hombre del mando a distancia (1985) (TV) - Teniente Templeton "Fénix" "Faz" Peck (el apodo en la versión original era "The Face")
- Body Slam (1987) - M. Harry Smilac
- Se ha escrito un crimen  (1989) (TV) - Dr. David Latimer
- Trenchcoat in Paradise (1989) (TV) - Eddie Mazda
- Blue Tornado (1991) - Alex Long
- Bejewelled (1991) (TV) - Gordon
- Los vigilantes de la playa (1992) (TV) - Aaron Brody
- Shadow Force (1993) - Rick Kelly
- Demon Keeper (1994) - Alexander Harris
- The Feminine Touch (1994) - John Mackie
- Official Denial (1994) - Teniente coronel Dan Lerner
- Walker Texas Ranger (1995) - Blair
- Abduction of Innocence (1996) (TV) - Robert Steves
- Alaska (1996) - Jake Barnes
- Steel Stomachs (1997) - Host
- Zork: Grand Inquisitor (1997) (videojuego) - Antharia Jack
- Waking Up Horton (1998)
- Earth Storm (2006) - Victor Stevens
- Goldene Zeiten (2006) - Douglas Burnett/Horst Müller
- The A Team (2010) (cameo)

### Como director
- Christina's Dream (1994)
- Cahoots (2001)

### Como escritor
- Confesiones de un cowboy kamikaze (1987)
- Cahoots (2001)